# Agarakadzor
Agarakadzor – wieś w Armenii, w prowincji Wajoc Dzor. W 2011 roku liczyła 1301 mieszkańców.